# Sídlisko Ťahanovce
Sídlisko Ťahanovce („Siedlung Ťahanovce“) ist ein Stadtteil von Košice, im Okres Košice I in der Ostslowakei nördlich der Innenstadt.

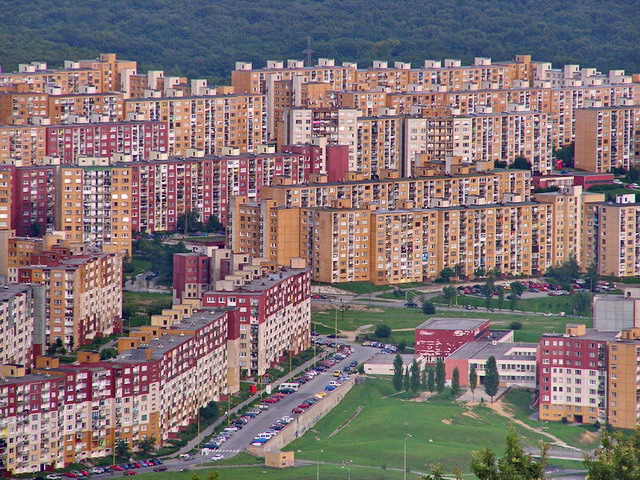
Sídlisko Ťahanovce

Er entstand 1985 als Neubaugebiet und bezieht seinen Namen vom benachbarten Stadtteil Ťahanovce.

## Bevölkerung
Nach der Volkszählung 2011 wohnten im Stadtteil Sídlisko Ťahanovce 23.250 Einwohner, davon 17.739 Slowaken, 466 Magyaren, 329 Roma, 200 Russinen, 188 Ukrainer, 124 Tschechen, jeweils 16 Deutsche und Russen, neun Polen, sechs Bulgaren, fünf Juden, vier Serben und drei Mährer. 52 Einwohner gaben eine andere Ethnie an und 4093 Einwohner machten keine Angabe zur Ethnie.
10.414 Einwohner bekannten sich zur römisch-katholischen Kirche, 1534 Einwohner zur griechisch-katholischen Kirche, 790 Einwohner zur Evangelischen Kirche A. B., 710 Einwohner zur reformierten Kirche, 463 Einwohner zur orthodoxen Kirche, 57 Einwohner zu den Zeugen Jehovas, 53 Einwohner zur evangelisch-methodistischen Kirche, 47 Einwohner zur apostolischen Kirche, 30 Einwohner zu den Siebenten-Tags-Adventisten, 19 Einwohner zu den christlichen Gemeinden, 16 Einwohner zu den Baptisten, 10 Einwohner zur jüdischen Gemeinde, neun Einwohner zur Brüderbewegung, jeweils sieben Einwohner zur Bahai-Religion und zur tschechoslowakischen hussitischen Kirche sowie jeweils zwei Einwohner zu den Mormonen und zur altkatholischen Kirche. 137 Einwohner bekannten sich zu einer anderen Konfession, 4432 Einwohner waren konfessionslos und bei 4825 Einwohnern wurde die Konfession nicht ermittelt.